# Parlamentní volby v Řecku v lednu 2015

Rozdělení mandátů v parlamentu po volbách z ledna 2015. Zleva dole: KKE, SYRIZA, PASOK, Potami, ND, ANEL, XA.

Parlamentní volby v Řecku v lednu 2015 byly předčasnými volbami, které se uskutečnily 25. ledna 2015. Bylo při nich zvoleno všech 300 poslanců řeckého parlamentu. Volby vyhrála Koalice radikální levice (SYRIZA) se ziskem 36,34 % hlasů a 149 mandátů (99 mandátů + 50 bonusových). Dále se do parlamentu dostaly strany Nová demokracie (76 mandátů), Zlatý úsvit (17 mandátů), Řeka (17 mandátů), Komunistická strana Řecka (15 mandátů), Nezávislí Řekové (13 mandátů) a Panhelénské socialistické hnutí (13 mandátů). Po volbách se utvořila koalice stran Koalice radikální levice a Nezávislí Řekové (celkem 162 mandátů). Vláda, ve které dominovali členové Syrizy, trvala pouze do září 2015, kdy proběhly další předčasné volby. 

## Situace před volbami
Po předcházejících volbách, které se uskutečnily v červnu 2012 sestavila vítězná konzervativní Nová demokracie menšinovou vládu pod vedením premiéra Antonise Samarase, kterou v parlamentu podporoval sociálně demokratický PASOK a levicová strana DIMAR. V červnu 2013 přestal DIMAR kabinet podporovat poté, co bylo zrušeno z úsporných důvodů vysílání veřejnoprávní televize ERT. PASOK naopak ve stejné době do kabinetu aktivně vstoupil, čímž se řecká vláda stala většinovou. V parlamentu však disponovala pouze těsnou většinou.
V květnu 2014 zvítězila opoziční krajně levicová Syriza ve volbách do Evropského parlamentu, když porazila vládnoucí konzervativce o téměř pět procent. Po volbách zesílila Syriza svůj tlak vůči vládě s cílem vypsání předčasných parlamentních voleb. Pro tento účel nakonec využila předčasné prezidentské volby na konci roku 2014. Pro zvolení prezidenta bylo nutné v prvních dvou kolech získat podporu 200 poslanců a v kole třetím případně pak 180 poslanců. Vládní Nová demokracie nominovala do všech tří kol Stavrose Dimase. Ve třetím kole 29. prosince získal Dimas hlasy 169 poslanců, což bylo více, než kolika disponovala vládní koalice, ale přesto nezískal potřebných 180 hlasů.     V souvislosti s tím rozpustil prezident Karolos Papoulias parlament a vypsal nové volby na 25. ledna.

## Kandidující strany

### Syriza
Koalice radikální levice Syriza šla do voleb jako jejich jednoznačný favorit. V programu slibovala zejména konec úsporné politiky škrtů a zvýšení platů ve veřejné sféře. Program Syrizy vyvolával obavy na finančních trzích a posiloval spekulace o odchodu Řecka z Eurozóny. Syriza je členem Strany evropské levice a její lídr Alexis Tsipras byl kandidátem SEL na předsedu Evropské komise při eurovolbách v roce 2014. Tsipras se vyjádřil proti spojenectví s Novou demokracií a PASOKEM.

### Nová demokracie
Konzervativní Nová demokracie premiéra Antonise Samarase ve svém programu varovala před nezodpovědnou politikou Syrizy, která dle ní může "vyhodit Řecko do povětří". Konzervativci před volbami hájili politiku úspor jako nutnou pro setrvání řecka v eurozóně.

### Zlatý úsvit
Extrémně pravicový Zlatý úsvit je součástí řeckého parlamentu od voleb v květnu 2012. Kampaň Zlatého úsvitu byla ve srovnání s minulými roky poměrně slabá, což lze přičítat i faktu, že značná část vedení strany( včetně předsedy Nikolaose G. Michaloliakose) je vazebně stíhána za organizovaný zločin. Program byl opět soustředěn především vůči imigrantům a politice škrtů. Spolupráci se Zlatým úsvitem zavrhují prakticky všechny ostatní relevantní politické strany.

### Řeka
Strana Řeka (řecky To Potami) je novou středolevicovou proevropskou politickou stranou, kterou založil populární moderátor Stavros Theodorakis. Subjekt byl úspěšný již v evropských volbách 2014, kdy získal více než 6%. O straně To Potami se uvažovalo jako o možném koaličním spojenci levicové Syrizy.

### KKE
Komunistická strana Řecka je extrémně levicovou stranou v Řecku, která uspěla v naprosté většině parlamentních voleb od pádu vlády vojenské junty v roce 1974. Strana se vymezuje prakticky proti všem ostatním řeckým stranám i relativně programově blízké Syrize. Volebním lídrem byl Dimitris Koutsoumpas.

### ANEL
Strana Nezávislí Řekové(ANEL) je konzervativní a nacionalistickou politickou stranou, která vznikla před volbami v roce 2012. Tvořena je převážně bývalými členy Nové demokracie, kteří odmítali úspornou politiku vlády premiéra Papadimose. Po volbách navrhovala širokou koalici protiúsporně orientovaných stran s výjimkou Zlatého úsvitu. Předsedou je Pannos Kamennos.

### PASOK
Socialistický PASOK byl až do roku 2012 nejsilnější politickou stranou v Řecku, ale v důsledku podpory úsporné politiky se postupně začala podpora strany propadat pod historické minimum. PASOK, stejně jako jeho koaliční spojenec Nová demokracie, podporoval pokračování politiky úspor dosavadního kabinetu. Lídrem byl ministr zahraničních věcí Evangelos Venizelos.

## Výsledky voleb

### Graf
| \| Výsledky voleb \| Výsledky voleb \| Výsledky voleb \| Výsledky voleb \| Výsledky voleb \| \| -------------- \| -------------- \| -------------- \| -------------- \| -------------- \| \| strana \| \| \| \| procento hlasů \| \| SYRIZA \| SYRIZA \| \| 36,34 % \| 36,34 % \| \| ND \| ND \| \| 27,81 % \| 27,81 % \| \| XA \| XA \| \| 6,28 % \| 6,28 % \| \| Potami \| Potami \| \| 6,05 % \| 6,05 % \| \| KKE \| KKE \| \| 5,47 % \| 5,47 % \| \| ANEL \| ANEL \| \| 4,75 % \| 4,75 % \| \| PASOK \| PASOK \| \| 4,68 % \| 4,68 % \| |        |  |         |                |
| Výsledky voleb |        |  |         |                |
| strana |        |  |         | procento hlasů |
| SYRIZA | SYRIZA |  | 36,34 % | 36,34 %        |
| ND | ND     |  | 27,81 % | 27,81 %        |
| XA | XA     |  | 6,28 %  | 6,28 %         |
| Potami | Potami |  | 6,05 %  | 6,05 %         |
| KKE | KKE    |  | 5,47 %  | 5,47 %         |
| ANEL | ANEL   |  | 4,75 %  | 4,75 %         |
| PASOK | PASOK  |  | 4,68 %  | 4,68 %         |

### Základní data
|                          | SYRIZA         | ND              | XA                     | Potami              | KKE                  | ANEL           | PASOK               |
| ------------------------ | -------------- | --------------- | ---------------------- | ------------------- | -------------------- | -------------- | ------------------- |
| Volební lídr             | Alexis Tsipras | Antonis Samaras | Nikolaos Michaloliakos | Stavros Theodorakis | Dimitris Koutsoumpas | Panos Kammenos | Evangelos Venizelos |
|                          | Alexis Tsipras | Antonis Samaras | Nikolaos Michaloliakos | Stavros Theodorakis | Dimitris Koutsoumpas | Panos Kammenos | Evangelos Venizelos |
| Počet hlasů              | 2 246 064      | 1 718 815       | 388 447                | 373 916             | 338 138              | 293 406        | 289 482             |
| Počet procent            | 36,34 %        | 27,81 %         | 6,28 %                 | 6,05 %              | 5,47 %               | 4,75 %         | 4,68 %              |
| Počet mandátů            | 149            | 76              | 17                     | 17                  | 15                   | 13             | 13                  |
| Předchozí volby (6/2012) | 26,9 % (71)    | 29,7 % (129)    | 6,9 % (18)             | Neúčastnila se      | 4,5 % (12)           | 7,5 % (20)     | 12,3 % (33)         |

## Povolební situace
Den po volbách oznámil lídr Syrizy Alexis Tsipras vytvoření nové koaliční vlády společně s pravicovou formací ANEL. Ještě týž den byl Tsipras jmenován premiérem. 27. ledna byla jmenována nová vláda tvořená z většiny stranou Syriza a třemi zástupci ANELu. Kabinet musí na během deseti dnů po ustavení parlamentu požádat poslance o důvěru. Syriza a ANEL mají v parlamentu dohromady 162 z 300 poslanců.
Nový parlament bude muset do několika týdnů rovněž volit nového prezidenta.